# アーベル (ゲーム会社)
株式会社アーベル（Abel Inc.）は、東京都北区に事業所を構えるゲーム制作会社である。1997年12月設立。

## 概要
ゲームクリエイターの菅野ひろゆきが設立した会社である。1997年12月に株式会社エルフの取締役を経て、独立した。ブランドAbelより、主にコンシューマゲームソフトの開発・製造・販売を行っている。デビュー作はPlayStation（PS）の「エクソダスギルティー」であり、その後ドリームキャスト（DC）やPlayStation 2（PS2）、PlayStation Portable（PSP）などの様々な家庭用ゲーム機のソフト開発を行っている他、最近は「ミステリートMOBILE」など携帯電話向けコンテンツもリリース。
デジアニメ・コーポレイションと友好関係にありアーベル・グループを構成している。デジアニメ・コーポレイションで開発・発売したタイトルは、株式会社アーベルによってコンシューマゲームへ移植されている。
なお、株式会社アーベルではアダルトコンテンツの開発・販売は行っていない。

## 作品一覧

### 一般作品・コンシューマーゲーム
株式会社アーベル（ブランド：Abel）リリース作品
- 1998年11月26日 - エクソダスギルティー（PS）
- 2000年12月21日 - 探偵紳士DASH!（DC）
- 2001年5月31日 - エクソダスギルティー・ネオス（DC）
- 2002年3月28日 - Card of Destiny 〜光と闇の統合者〜（DC）
- 2006年5月25日 - ミステリート 〜八十神かおるの事件ファイル〜（PS2）
- 2006年5月25日 - ミステリート 〜ディテクティブ・バケーション〜（Windows）
- 2006年12月21日 - すくぅ〜る・らぶっ! 〜恋と希望のメトロノーム〜（PS2）
- 2007年6月28日 - 十次元立方体サイファー 〜ゲーム・オブ・サバイバル〜（PS2）
- 2007年11月22日 - ぷりサガ! 〜プリンセスを探せ!〜（PS2）
- 2008年4月24日 - ミステリートPORTABLE 〜八十神かおるの挑戦!〜（PSP）
- 2008年10月31日 - ミステリートwindows 〜八十神かおるの挑戦!〜（Windows）
- 2009年1月29日 - 不確定世界の探偵紳士 〜悪行双麻の事件ファイル〜（PS2）
- 2009年5月25日 - ミステリートMobile（ドコモ携帯向けADVゲーム）
- 2009年8月27日 - 十次元立方体サイファー PORTABLE（PSP）
- 2009年10月29日 - ぷりサガ! PORTABLE（PSP）

## 主な原画スタッフ
- 三鈴めい
- CARNELIAN
- bomi
- 相河大誠
- 龍牙翔
- すぎやま現象

## 備考
「ミステリート」、「十次元立方体 サイファー」等、推理系の謎解きが目的のゲームでは「攻略規制ガイドライン」と称し、攻略方法を載せているサイトに「ゲームの核心を突く（ネタバレ）記述（犯人明記）」等をしないように呼びかけている。